# A型链球菌感染
A组链球菌感染又称A型链球菌感染、A群链球菌感染、A族链球菌感染，是一种A组链球菌（group A streptococcus，GAS）引起的感染。依据兰斯菲尔德链球菌分类法，链球菌可分为多种类型：尽管A组链球菌大多为化脓性链球菌且化脓性链球菌造成的感染常被称为A组链球菌感染，但无乳链球菌也可以表达A组抗原。化脓性链球菌具有β溶血性，呈现革兰氏阳性，也称为A组β溶血性链球菌，可以引发许多侵入性或者非侵入性的感染。 A组链球菌的致病因子包括链球菌M蛋白、溶血素和胞外酶等。
A组链球菌可以通过与黏液或皮肤溃疡的直接接触进行传播，其所造成的感染每年会导致500,000例以上的死亡。尽管抗生素可用于治疗A组β溶血性链球菌感染，但这类感染在非洲等地区仍然是一个日益严重的问题。包括B组链球菌和肺炎链球菌在内的许多其他类型的链球菌亦会导致感染，但这些感染不应当与A组链球菌感染混淆。

## 感染类型
A组β溶血性链球菌可引起咽喉和皮肤从轻微到垂危之间程度不等的感染 。不同人类个体因感染相同化脓性链球菌病株却产生不同的疾病，其背后原因尚不明确，但怀疑宿主的表型和表观遗传因素为这种差异的来源：A组链球菌的许多致病因子可以影响宿主的表观遗传，且免疫系统受抑制或受损的人可能比其他具有完整免疫系统的人更容易受到由A组链球菌引起疾病的影响。 
人可为A组链球菌无症状携带者，此时A组链球菌主要分布于皮肤或喉咙上。A组链球菌的传染力在未发病的携带者比起携带细菌且发作的人传染力较低。
A组链球菌引起的非侵入性感染往往不太严重且更普遍，主要繁殖聚集于咽喉部位，与上皮细胞产生特异性识别。最主要的两种A组链球菌感染均属于非侵入性的：链球菌性咽炎（占儿童链球菌感染病例的15-30%以及成年人感染病例的10%）和脓疱疹，二类感染可以使用抗生素有效治疗。猩红热也属于A组链球菌引起的非入侵性感染，但不常见。
化脓性链球菌引起的侵入性感染往往更严重的但比较少见，发生于化脓性链球菌罕见侵入的血液、器官等部位，可能导致链球菌性中毒性休克综合症 、坏死性筋膜炎、肺炎和菌血症。
此外，A组链球菌引起的感染可能会导致一些并发症，如急性风湿热及链球菌感染后急性增生性腎小球腎炎等。

### 严重感染
A组链球菌的一些菌株可以导致严重感染，而这些严重感染通常是侵入性的，这意味着细菌进入身体中罕见细菌的部位，如血液、肺部、肌肉深处、脂肪组织等。其风险人群包括：水痘患儿，免疫有缺陷者，烧伤患者，患有蜂窝组织炎、糖尿病、血管疾病或癌症的老年人的，正在进行类固醇治疗或化疗者，静脉注射毒品者等。 A组链球菌是产褥热一个重要原因，可引发严重感染，如果不迅速诊断和治疗，会导致刚分娩的母亲的死亡。 严重的A组链球菌感染也可能发生在没有已知的危险因素的健康人身上。严重感染可能导致休克、多系统性器官衰竭及死亡的。早期识别和治疗是至关重要的。
重症组链球菌感染通常零星发生，但可以通过人际接触传播。密切接触患者的人，即发病前一周有过长时间的家庭接触的人，感染风险急剧上升，原因可能是家庭内的共同遗传风险。

### 引用
1. ↑  贾辅忠.A组链球菌感染[J].中国实用内科杂志, 1997, 17(3):3.DOI:CNKI:SUN:SYNK.0.1997-03-000.
2. ↑  宋奋光.A型链球菌感染与皮肤粘膜淋巴结综合征[J].国际皮肤性病学杂志, 1992(5).
3. ↑  高昆,陈明亮,韩倩,等.上海市部分地区儿童A群链球菌感染分子流行病学及药物敏感性分析[J].中华检验医学杂志, 2017, 40(5):5.DOI:10.3760/cma.j.issn.1009-9158.2017.05.007.
4. ↑  刘钢.A族链球菌感染引起的急性咽扁桃体炎和猩红热[J].临床儿科杂志, 2006, 24(6):2.DOI:10.3969/j.issn.1000-3606.2006.06.003.
5. ↑  Tanaka, Daisuke; Isobe, Junko; Watahiki, Masanori; Nagai, Yoshiyuki; Katsukawa, Chihiro; Kawahara, Ryuji; Endoh, Miyoko; Okuno, Rumi; Kumagai, Nanako; Matsumoto, Masakado; Morikawa, Yoshiro. . Journal of Clinical Microbiology. 2008-04, 46 (4): 1526–9  [2025-04-27]. ISSN 0095-1137. PMC 2292899 . PMID 18305132. doi:10.1128/JCM.02188-07 （英语）.
6. 1 2  . Centers for Disease Control and Prevention.   [November 21, 2012]. （原始内容存档于2007-12-19）.
7. 1 2 3  Cohen-Poradosu, R.; Kasper, D. L. . Clinical Infectious Diseases. 2007-10-01, 45 (7): 863–5  [2025-04-27]. ISSN 1058-4838. PMID 17806050. doi:10.1086/521263 （英语）.
8. ↑  Carapetis, Jonathan R.; Steer, Andrew C.; Mulholland, E. Kim; Weber, Martin. . The Lancet Infectious Diseases. 2005-11-01, 5 (11): 685–94  [2025-04-27]. ISSN 1473-3099. PMID 16253886. doi:10.1016/S1473-3099(05)70267-X （英语）.
9. ↑  . Centers for Disease Control and Prevention. U.S. Department of Health & Human Services.   [21 November 2012]. （原始内容存档于2019-11-13）.
10. 1 2 3  . New York City Department of Health a.   [21 November 2012]. （原始内容存档于2012-11-06）.
11. ↑  .   [21 November 2012]. （原始内容存档于2017-07-15）.
12. ↑  . New York City Department of Health and Mental Hygiene.   [November 21, 2012]. （原始内容存档于2012-11-06）.
13. ↑  Jim Dwyer. . The New York Times. July 11, 2012  [July 12, 2012]. （原始内容存档于2019-04-25）.
14. ↑  Jim Dwyer. . The New York Times. July 18, 2012  [July 19, 2012]. （原始内容存档于2019-09-22）.
15. ↑  . Clin Infect Dis. 1997, 24 (6): 1118–21. PMID 9195067. doi:10.1086/513636.
16. ↑  Health Protection Agency, Group A Streptococcus Working Group.  (PDF). Commun Dis Public Health. 2004, 7 (4): 354–61  [2008-05-09]. PMID 15786581. （原始内容 (PDF)存档于2008-06-25）.

注：部分原始文本取自 美国国立卫生研究院所著之"Group A Streptococcal Infections" (1999年3月)，因其属于美国联邦政府机构所著作且无特殊声明，在美国属于公有领域。

## 拓展阅读
- Ferretti, Joseph J.; Stevens, Dennis L.; Fischetti, Vincent A. (编). . Oklahoma City (OK): University of Oklahoma Health Sciences Center. 2016  [2025-04-27]. PMID 26866208. （原始内容存档于2019-09-19）.